# Monisme
El monisme és una de les principals teories sobre la relació entre la ment i la matèria, i comprèn totes aquelles postures filosòfiques que sostenen que l'univers, i per extensió l'ésser humà, està constituït per un sol arque o substància primària anterior a les seves parts. Hi ha molts monismes, que comparteixen l'atribució de la unitat, però es diferencien en allò a què atribueixen la unitat i com la compten, i són correlatius amb els pluralismes i els nihilismes. Així, segons els monismes materialistes, tot es redueix, en última instància, a matèria, mentre que per als espiritualistes o per a l'idealisme (especialment, l'idealisme hegelià), aquest principi únic seria l'esperit.
Una de les contribucions monistes més conegudes a la metafísica va ser elaborada per Leibniz i és la seva teoria de les "mònades", tal com la va exposar en la Monadologia. Les mònades són en l'àmbit metafísic el que els àtoms són en l'àmbit físic/fenomènic; les mònades són els elements últims conformadors de l'Univers. Són "formes substancials de l'ésser", amb les propietats següents: són eternes, indescomponibles, individuals, subjectes a les seves pròpies lleis, no interactives, i cada una és un reflex de tot l'univers en la seva harmonia preestablerta.
A tall d'exemple de la teoria monista, citem també els antics filòsofs hindús; per a ells, l'observat pels sentits i les relacions de causalitat quotidianes són una il·lusió, de manera que només hi ha una realitat: braman. Assimilat a Occident al concepte de "Déu", aquest és la causa primera que explica la resta de l'Univers. Per als filòsofs monistes materialistes contemporanis, la matèria formada en el big-bang va donar lloc a l'univers i només aquesta matèria explica la realitat.
Dos dels monismes més importants històricament foren el monisme de l'existència i el monisme de prioritat. El monisme de l'existència apunta a objectes concrets i compta per fitxes. Aquesta és la doctrina segons la qual existeix exactament un testimoni d'objecte concret. El monisme prioritari també s'adreça a objectes concrets, però compta amb fitxes bàsiques. Aquesta és la doctrina que exactament un símbol d'objecte concret és bàsic, i és equivalent a la doctrina clàssica (adequades).
Alguns pensadors monistes són:
- Tales de Milet[5]
- Anaximandre de Milet
- Anaxímenes
- Pitàgores
- Heràclit d'Efes
- Xenòfanes de Colofó
- Parmènides
- Spinoza
- Leibniz
- Hume[6]
- Hegel

## Explicacions monistes
Els plantejaments monistes sorgeixen en un conjunt de filòsofs grecs anteriors als filòsofs pluralistes que, a diferència d'aquests, creuen que hi ha un sol element inicial a partir del qual es crea tot (arque). Consideren que l'ésser humà és una única realitat, que és unitari, i neguen d'aquesta manera l'existència de la ment com a realitat diferent del cervell.

### El monisme materialista
Defensa que la persona és un ésser físic i material. Demòcrit (qui defensava que el principi constitutiu de l'Univers, o arkhé, era l'àtom) sostenia que tota realitat és un compost material fruit de la unió d'àtoms. Per això, l'ésser humà és pura matèria i, per tant, no existeix immortalitat de l'ànima. El materialisme de Demòcrit es va enfortint al llarg dels segles XVII al XIX i XX, amb filòsofs com D'Holbach, Diderot i La Mettrie, que va escriure l'Home màquina. Per a aquest, l'ànima és una part material del cos identificada amb el cervell. Així, som màquines molt complexes que no necessitem una direcció externa (ànima) per a realitzar les nostres funcions. El materialisme mecanicista de La Mettrie va ser substituït en el segle xix pels de Marx i Darwin. Dins del monisme materialista, es distingeixen diverses posicions com el conductisme i el reduccionisme fisicalista. La posició materialista que més importància ha tingut és el reduccionisme fiscalista, que explica els estats mentals com a estats neurofisiològics del cervell. És a dir, la relació entre ment i cos no és una problemàtica, perquè els estats mentals passen a formar, amb aquesta teoria, l'àmbit físic.

### El monisme espiritualista
Oposat a l'anterior, defensa que l'ésser humà és solament esperit; afirma que tot allò real és mental, és a dir, que tot el que existeix és la percepció de la ment. No existeix matèria, sinó que tot és fruit de la imaginació. L'ésser humà és concebut com una ment que es percep a si mateixa i la dels altres. En paraules de Berkeley, “esse est percipi” ('ser és ser percebut'), és a dir, la realitat consisteix a percebre o ser percebut. Només existeix una única realitat espiritual. Així que no té sentit afirmar la independència del cos o la matèria, ja que només són fruit de la nostra percepció.
Com a exemple particular d'aquest corrent espiritualista, ens podem fixar en el monisme idealista hegelià que, partint de la historicitat de l'ésser, se sosté en el fer que l'ésser de la realitat objectiva és el no-ésser: només existeix de manera ideal (en el sentit que només existeix en la idea) i aquesta és la realitat. Alhora, la tensió permanent entre l'ésser i el no-ésser (en aquest cas, entre allò ideal i allò real) és el que dona peu al desenvolupament dialèctic de l'esperit humà (en el sentit alemany del concepte).
Una aplicació concreta de l'anàlisi de la dialèctica idealista és el cas del desenvolupament històric del llenguatge, com a unitat de la llengua i de la parla. Aquí s'observa que la llengua és ideal i general, mentre que la parla, en la seva pràctica, és completament particular; és més: la parla és un conjunt de realitzacions concretes de la seva idealitat. De tota manera, la tensió entre la llengua i la parla, com a exemple de l'ésser i el no-ésser, porta al seu desenvolupament històric i transformació tant de la idealitat de la llengua com de la pràctica de la parla. És seguint aquest patró que podem entendre la transformació del llatí en cada una de les llengües romàniques.

### El monisme intermedi
Spinoza (1632-1677) hi proposa una solució neutral. Spinoza no admet el dualisme cartesià de les dues substàncies (material i espiritual). Per a ell, estem compostos per una sola substància, que és Déu, de la qual només coneixem dos atributs, l'extensió i el pensament. Són dos atributs de la mateixa realitat, de manera que el monisme intermedi considera que hi ha una única substància de la qual només en coneixem aquests dos atributs esmentats, de manera que, cos i ment són dos aspectes d'una mateixa cosa, i per això, ja no és necessari plantejar el problema de la seva interacció.
En l'actualitat, una versió d'aquesta teoria ha estat desenvolupada pel filòsof americà Donald Davidson.